# ケメロヴォ州

ケメロヴォ州
ロシア語: Кемеровская область

ケメロヴォ州（ケメロヴォしゅう、Кемеровская область）はロシア連邦の州（オーブラスチ）。シベリア連邦管区に含まれる。最大の都市は州都ケメロヴォ。北部のケメロヴォと並んで州内の「2大都市」となっているのが南部のノヴォクズネツクである。1618年に建設された歴史の古い町で、イェルマークのシベリア探検の後に建設された入植地のひとつである。1961年までクズネツクと呼ばれていた。

## 歴史
1943年1月26日に州として設置された。
第二次世界大戦後、ケメロヴォに第503収容地区（ラーゲリ）が、ノヴォクズネツクに第525収容地区が、アンジェルカに第526収容地区が設置されて、シベリア抑留の対象となった日本人捕虜が収容された歴史がある。

## 地理
シベリア西南部に位置し、北にトムスク州、東にクラスノヤルスク地方、ハカス共和国、南にアルタイ地方、西にノヴォシビルスク州、アルタイ共和国と接する。
20の都市を有し、19の地区に分けられる。シベリア鉄道本線とトムスク支線が通る。

## 産業
数多くの炭鉱が分布し、主要な産業は石炭産業。プロコピエフスク、メジュドゥレチェンスク、ケメロヴォ、ノヴォクズネツク、オシンニキなどがその中心。
これらに存在する炭鉱には安全性に問題があるものもあり、
リストヴァシュナヤ炭鉱では2004年に13人、2021年には52人が死亡する爆発、火災事故が発生。
また、ウリヤノフスカヤ炭鉱では2007年に81人以上が死亡する事故が発生している。
ユルガでは自動車製造が、また、ケメロヴォでは化学工業も盛ん。

## 住民
住民の大部分は都市に住む。ロシア人のほか、ショル人、タタール人、ウクライナ人、チュヴァシ人、ドイツ人（ヴォルガ・ドイツ人）など。シベリアでは人口密度が高い地域である。

## 標準時
この地域は、クラスノヤルスク時間帯の標準時を使用している。時差はUTC+7時間で、夏時間はない。（以前はオムスク時間を使用していて、2011年3月までは標準時がUTC+6で夏時間がUTC+7、同年3月以降は通年UTC+7となった）

## 出身有名人
- 勇利アルバチャコフ（タシュタゴール出身） - プロボクサー（第29代WBCフライ級世界王者）
- ヴィクトル・イシャエフ（セルゲーエフカ出身） - 政治家・経済学者（ハバロフスク地方知事・極東連邦管区大統領全権代表）
- ワジム・バカーチン - KGB議長
- アレクセイ・レオーノフ - 宇宙飛行士（人類初の宇宙遊泳に成功）
- アレクサンドル・ゴロビン - サッカーロシア代表の選手。